# Gran Turismo 4
A Gran Turismo 4 (グランツーリスモ4; Hepburn: Guran Tsūrisumo Fō; gyakran GT4-ként rövidítve) egy autószimulátor videójáték, melyet a Polyphony Digital fejlesztett és a Sony Computer Entertainment jelentetett meg PlayStation 2 videójáték-konzolra. A játék 2004. december 28-án jelent meg Ázsiában (NTSC-J), 2005. február 22-én Észak-Amerikában (NTSC-U/C) és 2005. március 9-én Európában (PAL), de azóta újra kiadták a Sony The Best (Ázsia), BigHit Series (Dél-Korea), Greatest Hits (Észak-Amerika), illetve Platinum (PAL területek) árvonalában. A Gran Turismo 4 – hasonlóan a Polyphony Digital Tourist Trophy című játékához – egyike azon négy PlayStation 2-játéknak, amely támogatja az 1080i felbontását.
A GT4 megjelenését több, mint másfél évvel elhalasztotta a Polyphony Digital, és az online játékmódját is eltávolították, bár a játék online tesztverziójában visszatették azt. A játékban 80 gyártó több, mint 700 autója szerepel, kezdve az 1886-os Daimler motorkocsitól a 2022-es Nike ONE koncepcióautóig. A játékban 51 pálya található meg, amelyek közül számos új vagy korábbi Gran Turismo-pálya módosított változata, de több valódi versenypálya is bekerült a játékba.
A játék dél-koreai, kínai és japán kiadásai mellé egy 212 oldalas vezetési tanácsokat és a versenyzés fizikáját ismertető könyvet is mellékeltek. A játék egyik korlátozott példányszámú változata, a Gran Turismo 4 Online tesztverzió 2006 nyarán jelent meg Japánban. Egy Gran Turismo Mobile című PSP-s feljavított port is tervbe volt véve, ám az végül Gran Turismo címen jelent meg 2009. október 1-jén. A sorozat következő főjátéka, a Gran Turismo 5 2010-ben jelent meg PlayStation 3-ra.

## Játékmenet
A játékosok az A-Spec-módra keresztelt megszokott versenymódban a versenyek megnyerésével pontokat szereznek. Egy versenyhétvége során a játékos maximum 200 A-Spec-pontot kaphat. Általánosságban elmondható, hogy, ha a játékos a mesterséges intelligencia által irányított autókhoz képest minél kevésbé előnyösebb járművel nyer, annál több pontot kap. A pontok egy autóval csak egyszer nyerhetőek meg, így a korábban megnyert események után csak akkor kaphat a játékos ismét pontokat, ha azt egy még kevésbé előnyösebb járművel nyeri meg újra. 34 feladat (Missions) is szerepel a játékban, ezek megnyerése 250-250 pontot ér. Az A-Spec-pontok kizárólag tapasztalati pontokat jelképeznek, nem járnak semmiféle haszonnal.

Néhány Formula GT autó a Tokyo Route 246-on

Az új B-Spec-módban a játékos a versenyistálló-igazgató szerepét ölti magára: a versenyközvetítéseket imitáló kameraállások és a versenymonitor figyelmen kísérése mellett megmondhatja a versenypilótájának, hogy milyen agresszíven vezessen, mikor előzzön vagy, hogy mikor jöjjön be a bokszutcába (a gumikopás és az üzemanyagszint figyelésével). A verseny során az idő múlását háromszorosára lehet gyorsítani, ezzel lehetővé téve a hosszú távú versenyek gyorsabb befejezését az A-Spec-módhoz képest. A háromszoros gyorsítást azonban minden egyes bokszkiállás után be kell kapcsolni, mivel ilyenkor az idő mindig visszaugrik normál sebességre. A B-Spec-módban teljesített versenyek után B-Spec-pontok járnak. Ezen pontok három kategóriában növelik meg a játékos pilótájának képzettségi szintjét, ezek a járművezetési képességek, a pálya képességek, illetve a csatározási képességek. A játékos B-Spec-módban is teljesítheti a játék során megnyíló nehezebb versenyeket, azonban ez a mód nem használható nedves, murvás vagy havas pályákon.
A játék egyik másik újdonsága a vezetési feladatok (Driving Missions), amik hasonló élményt kínálnak, mint a jogosítvány tesztek, de 250 A-Spec-ponttal és 1000 kredittel jutalmaznak. Minden feladat egy adott autóval egy adott pályán vagy pályaszakaszon, adott számú ellenfél ellen zajlik. Négy feladatcsoport van: az előzés (The Pass), amelyben a játékosnak egy megadott távolságon belül kell megelőzni az ellenfelét, a 3 körös csata (3 Lap Battle), amelyben a játékosnak három köre van arra, hogy megelőzzön öt ellenfelet, a szélárnyék csata (Slipstream Battle), amelyben a játékosnak azonos autókat kell megelőznie a szélárnyék kihasználásával, illetve az 1 körös varázslat (1 Lap Magic), amelyben a játékos jelentős időhátrányban indul a nála jóval lassabb ellenfelek ellen, amelyeket egy kör folyamán kell leelőznie. Minden egyes feladatcsoport teljesítése egy nyereményautóhoz juttatja a játékost. Összesen öt nyereményautó – a DeLorean DMC–12, Jay Leno Tank Car, a Pagani Zonda versenyautó, a Toyota 7 és a Nissan R89C – nyerhető meg.
Egy új fénykép módot (Photo Mode) is tartalmaz a játék, amelyben a játékosnak lehetősége nyílik, hogy egy virtuális kamerát irányítson, fényképeket készítsen az autóiról a megadott pályákon vagy helyszíneken, köztük például a Grand Canyonban. A játék különböző tömörítési arányban (Normal/Fine/SuperFine) és méretben (1280x960 72dpi-ig) képes elkészíteni a képeket, azokat a játékos elmentheti vagy kinyomtathatja a támogatott USB készülékeken keresztül.
A Gran Turismo 3: A-Spechez viszonyítva a grafika jelentősen fejlődött, annak ellenére, hogy a két játék egyazon hardveren fut. A fizika is jelentősen javult, legnagyobb újdonsága, hogy az autók karosszériája immár mozog, így többek között a gépkocsik fékezés közben előre bukhatnak. A wall riding megszüntetése érdekében akadályoknak immár jóval nagyobb súrlódása van, mint a GT3-ban, azonban az autók között továbbra is minimális a súrlódás, így a másik kocsi oldalába való belerohanás még mindig nagyobb előnnyel járhat, mint a fékezés. A vezetési feladatok során a játékos öt másodperces büntetést kap, ha nekimegy a falnak vagy az ellenfelek autóinak, ilyenkor a játékos autójának sebessége korlátozva van, amíg a visszaszámláló el nem éri a nullát.

### Hardver kompatibilitás
A GT4 támogatja a Dolby Pro Logic II hangzást, a 480p/1080i (kizárólag az NTSC változatok) és szélesvásznú módokat, azonban az 1080i kizárólag az egyjátékos versenyek során érhető el. Az online játék hiányának ellenére a GT4 támogatja a PlayStation 2 Network Adaptert, amivel további PS2-kel lehet létrehozni egy többképernyős felépítést. Ezek mellett a Network Adapter segítségével egyszerre maximum hat játékos játszhat helyi alhálózaton keresztül, azonban a játékos testreszabott autói nem használhatóak a LAN játékok során. A Logitech Driving Force Pro és GT Force kormánykerekek támogatását továbbvették a Gran Turismo 3: A-Specből. Az egyéb „PC-s” kormánykerekek korábban ugyan nem hivatalosan támogatva voltak GT3-ban, azonban ezek nem használhatóak a GT4-ben. A fénykép módban támogatást kaptak az USB háttértárak és nyomtatók, míg a játék online tesztverziójának játéklobbyjában a billentyűzetek és mikrofonos headsetek.

### Járművek
A GT4 az elődei nyomdokán haladva rendkívül nagyszámú autókínálatot vonultat fel; a dél-koreai verzióban például 80 gyártó 728 autója található meg. A GT4 különböző regionális változatai között eltérések figyelhetőek meg az autólistában, illetve néhány autó más néven szerepel, így például a JDM Toyota Vitz Toyota Yaris néven szerepel bizonyos európai területeken és Puerto Ricóban, a második generációs Mazda Demio Mazda 2 néven található meg néhány helyen (kizárólag a PAL változatban), vagy az egyik legismertebb példa erre az Opel Speedster, ami Vauxhall VX220 néven jóval ismertebb a világ jelentős hányadán. A játék egyik közismert hiánya, hogy nem szerepeltet olyan jól ismert gyártók autóit, mint például a Porsche, a Ferrari vagy a Lamborghini, azonban a Ruf, egy Porsche autók módosítására szakosodott cég autói megtalálhatóak a GT4-ben. Néhány autó több, egyetlen alapmodellre épülő változatban is szerepel a játékban, így 20 különböző Subaru Impreza és Legacy, 25 Mitsubishi Lancer/Lancer Evolution és 48 Nissan Skyline (beleszámolva a Nissan GT-R prototípust) van a játékban. Az egyik autó, egy újabb Skyline felvezető autóként is megtalálható a Guide Lap jogosítvány tesztek során, de meg is nyerhető. Az autónak egy GT Edition változata is van, ami gyakorlatilag a felvezető autó tetőlámpák nélkül, még több lóerővel (541 lóerő, szemben a sima változat 276 lóerejével). Minden egyes járműmodell több, mint 5000 poligonból épül fel. Az autók ára 2500 kredittől kezdődik (1980-as évekbeli használt japán alapmodellek) 4 500 000 (450 000 000 a japán változatban) kreditig terjednek (Le Mans-i versenyautók). Néhány speciális nyereményautó (mint például a Pagani Zonda LM Race Car ’01) nem szerepel a járműkereskedések kiállítási termeiben, illetve néhánynak egyáltalán nincs járműkereskedése, így ezek nem módosíthatóak (mint például a Polyphony Formula Gran Turismo ’04).
A GT4 több új autót is bevezetett a Gran Turismo sorozatba. Ez volt az első Gran Turismo-játék, amelyben szerepeltek kisteherautók, mint például a Toyota Tacoma vagy a Dodge Ram. A GT4 a sorozat első játéka, amelyben megtalálható a 2004-es, második lépcsős motorral szerelt DeLorean DMC–12. Szintén a sorozat első játéka, amelyben van egy dízelüzemű autó, a BMW 120d. A GT4 megjelenése előtt a játék egyik speciális kiadását, amelyben a 120d és az 1-es sorozat többi tagja, valamint három pálya szerepel, minden egyes, a játék megjelenése előtt vásárolt BMW 1-es sorozatú személygépjármű mellé mellékelték. Ugyan a Gran Turismo 2-ben megtalálható a Renault Espace Formula 1 motoros változata, azonban a GT4 volt a sorozat első tagja, amelyben szerepel egy tömeggyártású kisbusz, a Honda Odyssey (JDM változat). A GT4-ben megtalálható első generációs Mitsubishi Pajero Párizs–Dakar-rali versenyautó, az 1985-ös rali nyertese, az első versenyszínekbe öltöztetett szabadidő-autó a sorozatban, azonban a GT sorozatban megjelenő első szabadidő-autó a Subaru Forester volt a GT2-ben. Mindezek mellett a Gran Turismo 4 a sorozat első játéka, amelyben szerepelnek D1 Grand Prix tuningautók, így például Nomura Ken Blitz ER34 D1GP-je.

Az 1886-os Daimler motorkocsi a Grand Valley Speedway-en

A játék néhány nyereményautója történelmi jelentőséggel bír, mint például az 1886-ig, az autók hajnalára visszanyúló járművek. Egy különleges autó, az 1937-ben épített Auto Union V16 Type C Streamline, csak az erő és sebesség (Power and Speed), a járművek teljesítményének tesztelésére szolgáló menüpont alatt vagy a Nürburgring Nordschleifén való tesztvezetés során használható, de érdekes módon mintegy 542 lóerős. E mellett néhány bonyolult karosszériájú modern autóval, így például a Caterham Seven Fireblade-del sem lehet ellenfelek ellen versenyezni. Akció módban (Arcade Mode) ezen autók, illetve a lenyitott tetejű kabriók egyetlen ellenféllel szemben mérkőzhetnek meg.
Egy különleges, speciálisan tuningolt autó, a Toyota AE86 Sigeno Súicsi változata is szerepel a játékban, ami eredetileg az Initial D manga sorozatban jelent meg. Az autót a Toyotától licencelték, jóllehet az autógyártó sosem használta az Initial D írójának nevét. Jay Leno humorista és megszállott autógyűjtő gyártóként van feltüntetve a játékban. Az egyik egyedi autója, a Blastolene Special vagy „tankautó” nyereményautóként szerepel a játékban, amit a játékos a 11-20 feladatok teljesítése után kap meg. A 2022-es Nike ONE autó jobb oldalán morzekód látható. Ezt megfejetve és visszafele olvasva a www.phil-frank.com, az autó megtervezésével megbízott művész weboldala jön ki. Az autó négy kerekének belső felén is van morzekód, azonban ezek nem fejthetőek meg.
A GT4 megtartotta a sorozat korábbi játékainak összes tuningparaméterét, de lehetőséget biztosít a súlyok elhelyezésére az autóban. Ezzel a járművek kezelhetősége folyásolható be, de egyfajta hendikepként is használható. A játék egyik másik új autótuningolási lehetősége a dinitrogén-oxid befecskendezés. Ezek mellett a GT Autóban néhány autóra hátsó szárny szerelhető, ezzel lehetőséget biztosítva az autó leszorítóerejének állítására. Erre a sorozat első két játékánál csak a versenyautóknál vagy azon autóknál volt lehetőség, amelyeken versenymódosítás lett végrehajtva. A harmadik generációs Suzuki Swift megtalálható a játék utódjában, a Gran Turismo 5-ben is, azonban a GT4-ben még koncepcióautóként szerepelt, mivel a játék megjelenésekor még nem volt biztos az autó piacra kerülése.

### Pályák
A játékban 51 pálya szerepel, ezek 4 csoportra – világpályák (World Circuits), eredeti pályák (Original Circuits), városi versenyek (City Courses), valamint murva és hó (Dirt & Snow) – vannak osztva. Ezek közül számos új vagy korábbi Gran Turismo-pálya módosított változata, de a Nürburgring Nordschleife szerepeltetése a játék egyik központi eleme. A valós pályák között szerepelteti a játék a Nürburgring Nordschleifét, a Suzuka Circuitot (teljes, keleti és nyugati nyomvonal), az Infineon Racewayt (teljes és NASCAR nyomvonal), a Mazda Raceway Laguna Secát, a Tsukuba Circuitot, a Fuji Speedwayt (80-as és 90-es évekbeli, valamint 2005-ös „F” és „GT” nyomvonalak), a Twin Ring Motegit (Super Speedway, Road Course, West Short Course és East Short Course) és a Circuit de la Sarthe-ot (a Mulsanne-egyenesben lévő sikánokkal és azok nélkül). Néhány pályát világhírű látványosságokról és környékükről, így például a New York-i Times Square-ről, Hongkongról, a párizsi Hôtel George-V-ről vagy a Las Vegas Stripről mintázták. A hongkongi pálya valós mása annak Tsim Sha Tsui városrészében található meg. A pálya óramutató járásával megegyező nyomvonala a Salisbury Roadon kezdődik, majd elhalad a város vízpartja és a Nathan Road előtt.
A Città d’Aria pálya valós utakat követ Assisiben. A verseny a Tempio di Minerva előtti teren kezdődik/ér véget. A pálya rajt-cél vonala előtt a következő van az aszfaltra írva tört olaszsággal: „Dio lo benedice — fate il suo guidare il più sicuro e divertirsi”, ami magyarra fordítva azt jelenti, hogy „Isten áldja meg, vezessen a legbiztonságosabban és érezze jól magát.” A Seattle-i pályán a Kingdome, a Seattle Mariners baseballcsapat korábbi stadionja megfigyelhető a jelenlegi stadionjuk, a Safeco Field mellett. A Kingdome-ot 2000. március 26-án robbantással lebontották, ám mivel a Seattle-i pályát eredetileg az 1999-ben, a Kingdome lebontása előtt megjelent GT2-höz készítették, ezért a Gran Turismo-játékokban a stadion változatlanul a helyén áll, és a Mariners azóta elkészült új stadionja, a Safeco Field továbbra is építés alatt áll, megállva az időben. Az Opera Paris pálya egyik szakaszát, amely áthalad a Place de la Concorde-on Claude Lelouch is bejárta a C’était un rendez-vous című rövidfilmben.
A versenyek során nincsenek időjárási vagy napszakbéli változások, még a 24 órás hosszú távú versenyeken sincs átmenet a napszakok vagy az időjárási tényezők között. A Tsukuba Wet Race kivételével az összes verseny száraz körülmények között zajlik.

### Technikai problémák
Mivel a játék egyik azon néhány címnek, amely kihasználja a DVD-9 (DVD-R DL) nyújtotta további lemezterületet, illetve egyike a négy HD kompatibilis PS2-játéknak, ezért az olvasófej lézerének optimális hatékonysággal kell üzemelnie. Számos jelentés érkezett a szerzői jogi szöveg utáni „végtelen fekete képernyőről”, arról, hogy a játék nem lép tovább a bevezető képsorokon vagy a „vörös órán”. A Sony nem nyilatkozott ezen problémákról, de sokan arra a következtetésre jutottak, hogy a lézer „elhasználódott”. A probléma kiküszöbölésének egyetlen módja az olvasófej alapos megtisztítása vagy cseréje. A játék néhány példánya inkompatibilis a vékonyabb kivitelű PlayStation 2 konzolokkal.

## Alternatív verziók

### Prologue
Gran Turismo 4 Prologue (グランツーリスモ4 プロローグ; Hepburn: Guran Tsūrisumo Fō Purorōgu) egy autószimulátor videójáték, a Gran Turismo sorozat tagja, melyet a Polyphony Digital fejlesztett és a Sony Computer Entertainment jelentetett meg PlayStation 2 videójáték-konzolra. A játék 2003. december 4-én jelent meg Japánban és Délkelet-Ázsiában, illetve 2004. május 26-án Európában. Nyilvánosságra nem hozott okok miatt a játék nem jelent meg az észak-amerikai piacon. Ez a játék a 2004-ben megjelent teljes hosszúságú Gran Turismo 4 rövid változata, utódja a 2007-es Gran Turismo 5 Prologue.

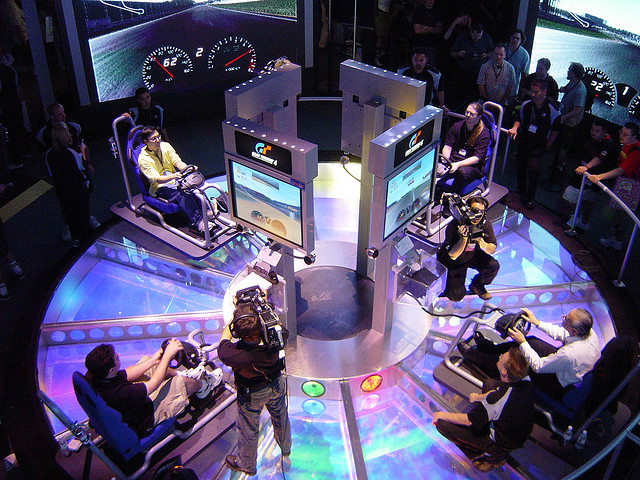
A Gran Turismo 4 a 2003-as E3-on

Japánban korlátozott példányszámú, „Signature Edition” kiadásban is megjelent a játék, amelynek elülső borítóján szerepel a sorozat producerének, Jamaucsi Kazunorinak aláírása. Japánban a hagyományos kiadás 2002. október 13-án a „PlayStation 2 Racing Pack” nevű karácsonyi limitált SKU részeként is megjelent, amely a játék mellett egy kerámia fehér PlayStation 2 konzolt tartalmaz.
Európában a játék mellé egy „hogyan készült” DVD-videót is csomagoltak, amit annak ellenére, hogy korlátozott példányszámú tartalomnak szántak a játék Platinum újrakiadásához is hozzácsomagolták. A DVD-t a Gran Turismo 4 „Special DVD Set” is tartalmazza, amely 2004. június 28-án jelent meg Japánban. A Prologue hagyományos kiadásának gyártását megszüntették, majd a 2004. augusztus 5-én Japánban a Sony The Best, míg Európában a Platinum csökkentett árvonalában újra kiadták. Mivel a Gran Turismo 4-nek eredetileg a 2003/2004-es karácsonyi időszakban kellett volna megjelenni világszerte, de kiadását elhalasztották, ezért a Polyphony Digital egyfajta vigasztalásként hozta ki a Gran Turismo 4 Prologue-ot, ami bepillantást nyújt a Gran Turismo 4 által kínált teljes élménybe.
Ugyan le kellett korlátozni a játékban szereplő autók és pályák számát, azonban a Prologue még így is tartalmazza a Gran Turismo sorozat főbb jellemvonásait, így a versenyeket, az időfutamokat vagy a jogosítvány teszteket. Az előzetest a Polyphony Digital a játék megjelenése előtti két évben fejlesztett legújabb technológiája hajtja meg. Ez a kibővített demó, amellyel a teljes játék megjelenéséig tátongó űrt próbálták befedni ötven autót, illetve öt pályát szerepeltet GT4 akkoriban tervezett 500 autót, illetve ismeretlen számú pályát felvonultató palettájáról.
A játék tartalmaz egy autósiskolát (Driving School), edzés (Free Run) és időmérő futam (Time Attack) játékmódokat, valamint néhány versenypálya korai változatát, így például a New York-i pályát, amit a teljes változatban átalakítottak. A Logitech (Japánban Logicool) egy új hivatalos Gran Turismo kormánykereket, az erővisszacsatlolós Driving Force Prót (Japánban GT Force Pro) is piacra dobott a Gran Turismo 4 Prologue megjelenésével egy időben. A játék európai verziója egy új, a japán változatban nem szereplő autót, a BMW Concept M5-öt is tartalmaz.
2013 márciusáig a Gran Turismo 4 Prologue-ból világszerte 1,4 millió példányt adtak el, ebből 790 000-et Japánban, 450 000-et Európában és 160 000-et Ázsiában.

### Online tesztverzió
Gran Turismo 4 Online tesztverzió (グランツーリスモ 4 オンライン実験バージョン; Hepburn: Guran Tsūrisumo 4 Onlain Jīken Bāshyon), illetve észak-amerikában Gran Turismo 4 Online Public Beta egy 2006-ban megjelent ingyenes PlayStation 2-játék a Polyphony Digitaltól. Ez a 2004-es Gran Turismo 4 autószimulátor korlátozott példányszámú kiadása, amely tartalmazza az alapjátékból különböző problémák és az időhiány miatt eltávolított online szolgáltatásokat. Az új online mód az online telephelyre (Online Home) vezet, ahol új játékmódok, így a gyorsverseny (Quick Race), tuningolt autók versenye (Tuned Car Race), jelszóval levédhető privát verseny (Private Race) és az időmérő futam (Time Attack) érhető el. A hírek (News) menüpont az online futamokról vagy különleges eseményekről tájékoztatja a játékost. A nyilvános online szolgáltatásokat 2006. szeptember 1-jén megszüntették.
A Gran Turismo 4 Online (GT4OL) ezen nyilvános bétáját ingyenes megkapta a Gran-Turismo.com 4700 kiválasztott japán, illetve 300 dél-koreai, valamint a PlayStation Underground ismeretlen számú amerikai tagja, hogy „tesztjátékosként” működjenek közre. Az online szolgáltatások három hónapon át, 2006. június 1-től szeptember 1-ig tartottak és hatjátékos versenyt (対戦, taiszen), időfutamot és szöveges üzenetekre és mikrofonos kommunikációra lehetőséget adó chatet foglaltak magukba, de ezek mellett egy internetes ranglista is elérhető volt a játék hivatalos weboldalán.
Ezzel a teszttel nem a Gran Turismo 4 Online teljes körű megjelenését akarták megelőzni, hanem a fejlesztés alatt álló Gran Turismo 5 online szolgáltatásainak és azok szerkezetének tesztelésére, illetve azok további finomhangolására használták fel. Az 5000 tesztjátékos mellett hét különleges vendéget is meghívtak a Gran Turismo 4 Online tesztelésére. Több különleges rendezvényt is tartottak, az első, a „Top Racer Battle” (トップレーサーBATTLE) 2006. augusztus 17-én zajlott le a Polyphony Digital székhelyén. Az eseményen hat a JGTC-versenyző – Ide Júdzsi, Itó Daiszuke, Hattori Naoki, Micsigami Rjó, Michael Krumm és Motojama Szatosi – belépett a játék online többjátékos verseny játékmódjába.
A tesztversenyt, melyen a pilóták JGTC GT500 autóinak virtuális másával róttak le öt kört a Fuji Speedway 2005 pályán Motojama nyerte meg. A tényleges Top Racer Battle-t, egy Mazda Roadster 1600 NR–A ’04 volánja mögötti tízkörös Tsukuba Circuit versenyen viszont Micsigami ért először célba. Később, augusztus 25. és szeptember 5. között Jamaucsi Kazunori, a Gran Turismo sorozat producere a PlayStation által szponzorált két japán és két európai profi autóversenyzőt hívott meg a GT4OL időmérő futamának internetes ranglistáján való szereplésére, vagy kihívta őket, hogy vele vagy egy másik vendéggel mérkőzzenek meg egy egymás elleni versenyen, vagy, hogy versenyezzenek a játék 8-10 futamos online többjátékos trófea (Trophy) módjában.
Az első meghívott vendég a Super GT GT500 Nissan Motul Pitwork Z pilótája, Motojama Szatosi (Top Racer Battle kihívó) volt. A japán versenyző a Motojama Szatosi trófea, egy tíz kétkörös versenyből álló online többjátékos versenysorozatban vett részt, amelynek három fordulóját meg is nyerte. A második vendég, a francia Sébastien Loeb, a 2005-ös LeMans-i PlayStation Pescarolo C60 Judd LMP Race Car ’04 pilótája és többszörös rali-világbajnok egy új internetes időfutam-csúcsot állított fel a Le Mans-i 24 órás autóverseny Circuit de la Sarthe I pályáján (Loeb Special Attack), illetve legyőzte Jamaucsi Kazunorit az ugyanazon pályán megtartott Pescarolo online időfutamukban (internetes ranglista 10. és 11. helye). Az utolsó két vendég mind Top Racer Battle kihívó volt, az egyik a Super GT GT500 Honda Takata Dome NSX pilótája, Micsigami Rjó, míg a másik GT500 Nissan Motul Pitwork Z pilótája, Michael Krumm volt. Először egy egymás elleni párbajban vettek részt, majd egy a Motojamáéhoz hasonló trófea során mérték össze tudásukat.

### Gran Turismo(PSP)
A Gran Turismo egy PlayStation Portable-játék, melyet a Polyphony Digital fejlesztett. A játékot 2004. május 11-én az Electronic Entertainment Expo Sony sajtókonferenciája során, a PlayStation Portable kézikonzol mellett jelentették be. Megjelenését számos alkalommal elhalasztották és annak befejezésének kitűzött időpontját is egyre későbbre tolták ki. A 2009-es E3 során végül bejelentették, hogy a játék 2009. október 1-jén, a PSP Go egyik nyitócímeként fog megjelenni. A játékot a PlayStation 2-es Gran Turismo 4 közvetlen portjának szánták, ámbár a PlayStation 3-as Gran Turismo 5 Prologue és Gran Turismo 5 játékokból is szerepeltet autókat.
2013 márciusáig a Gran Turismóból világszerte 4,22 millió példányt adtak el, ebből 380 000-et Japánban, 1,02 milliót Észak-Amerikában, 2,77 milliót Európában és 50 000-et Ázsiában.

## Fogadtatás
| Összegzőoldal | Értékelés |
| ------------- | --------- |
| GameRankings  | 90%       |
| Metacritic    | 89/100    |

| Szerző     | Értékelés |
| ---------- | --------- |
| 1Up.com    | A         |
| 576 Konzol | 10/10     |
| Eurogamer  | 8,5/10    |
| GameSpot   | 8,9/10    |
| GameSpy    | [ 32 ]    |
| IGN        | 9,5/10    |

| Szerző              | Díj                  |
| ------------------- | -------------------- |
| Game Critics Awards | Legjobb versenyjáték |

A Gran Turismo 4-et pozitív fogadtatásban részesítették a kritikusok. A játék 89,53%-ot, illetve 89/100-as pontszámot ért el a GameRankings és a Metacritic kritikaösszegző weboldalakon.
Jeremy Clarkson a Csúcsmodellek című televíziós sorozat házigazdája egy szemtől szembeni összehasonlítást végzett a valós élet és a GT4 között a műsor egyik epizódjában. A valós életben 1:57-es köridőt futott a Mazda Raceway Laguna Seca pályán egy Acura NSX-szel, azonban a játékban már a könnyebb Honda NSX-R-rel ért el egy 1:41:148-as köridőt. Egy pályainstruktor elmagyarázta Clarksonnak, hogy hol van a játék és a valóság közötti vonal. A műsorvezető rámutatott arra, hogy, ha egy valódi autónál a kanyar közepén állítunk a féken, akkor az az autó feletti uralom elvesztésével járhat, de azt is hozzáfűzte, hogy a játékban nagyobb kockázatot vállalt mint azt a való életben tette, illetve, hogy az autók a játékban nem szenvednek a fékerővesztéstől. Clarkson a nyilvánvaló ellentmondások ellenére a következőket nyilatkozta a GT4-ről a The Sunday Times egyik rovatában:
Felhívtam a Sony-t, hogy küldjenek egy játékchippet, amire előre fel volt töltve 700 számítógépes autó. Abban a helyzetben vagyok, hogy letesztelhetem annak állításait, mivel, ellentétben a legtöbb emberrel én tényleg vezettem szinte mindegyiket a való életben. Vannak hibái. Példának okáért a BMW M3 CSL sokkal jobban fékez az úton mint azt a képernyőn teszi. Az is kizárt, hogy egy Peugeot 106 lehagyjon egy Fiat Puntót, de ezeken kívül nem igazán találok mást, még a Mercedes SL 600 és a Mercedes SL 55 közötti különbségeket is pontosan sikerült letürközniük, ami a való életben is elég nehéz. De tovább is van; ha a Le Mans-i Bentley autóban padlógázzal veszel egy döntött kanyart, akkor minden rendben lesz, de ha visszaveszel, akár egy hangyányit is, akkor veszteni fogsz az aerodinamikai tapadásból és ki fogsz pördülni. Így működik ez. Ez a játék csak akkor lenne valósághűbb, ha egy nagy cövek lőne ki a képernyőből és felnyársalná a fejed minden egyes alkalommal, amikor ütközöl. Valójában ez az egyetlen igazi hátránya: keményen nekiütközhetsz az akadályoknak anélkül, hogy te vagy az autód valaha is megsérülne. Talán a GT5-re tartogatják ezt. Lehet, hogy Halál vagy dicsőség lesz a neve.
Karl Brauer az edmunds.com weboldaltól is egy hasonló tesztet végzett el, szintén a Mazda Raceway Laguna Secán, amelyben ő, A. J. Allmendinger profi autóversenyző és Justin Kaehler IGN-szerkesztő számos autóval ment végig a pályán a GT4-ben és a való életben. Brauer legjobb ideje egy Ford GT volánja mögött 1:38 volt a játékban, azonban a valódi versenypályán csak 1:52-es kört tud futni. A négy autóval amit a hármas letesztelt eggyel sem tudták beállítani a játékban elért idejüket a valódi pályán. Brauer szerint a játék és a valóság közötti legjelentősebb különbség:
Ami felveti a legjelentősebb különbséget a valóság és a virtuális valóság között — a következményeket. Egy hiba a Gran Turismo 4-ben nem kerül többe, mint egy rossz köridő. Egy hiba egy igazi egzotikus autóban egy igazi versenypályán… egy kissé költségesebb. A másik lényeges különbség a virtuális versenyzés és az igazi dolog között az autó felől érkező visszacsatolás — vagy annak teljes hiánya. Persze az erő visszacsatolós kormánykerék mindent megtesz annak érdekében, hogy tudd mikor csúszol le a pályáról vagy, hogy mikor csúszik meg a[z autó] hátulja, azonban ez köszönő viszonyban sincs azzal az információval, amit egy igazi autó vezetése közben kapsz, és ez egy olyan autóban, mint a Ford GT létfontosságú információ.
Számos cikkíró kritizálta a játékot a lemodellezett károk hiánya miatt. A valódi sérülések helyett, az autó az ütközés szöge és a sebesség függvényében egyszerűen lepattan vagy kipördül az autóról, falról vagy egyéb akadályról. A kritikusok arra is panaszkodtak, hogy továbbra is lehetőség van valószerűtlen pályalevágások kivitelezésére, mint például a Fuji Speedway 90’s, a Driving Park Beginner Course vagy a Circuit de la Sarthe I pályákon, ahol a játékosok egyenesen átvághatnak a sikánokon, ezzel csalással megnyerve a versenyt. A játékot az online játék hiánya miatt is kritika érte, amelyet még a játék korai fejlesztési szakaszában ígértek meg a fejlesztők, azonban a szoftver megjelenésre eltávolították azt. Sok tesztelő csalódottságának adott hangot a játék mesterséges intelligencia-rendszerével kapcsolatban, hozzáfűzték, hogy „a virtuális versenyzők az emberi pilóta helyzetére fittyet hányva követik a [vezetési] vonalukat.” Ez még szembeötlőbb a rali versenyek és a feladatok során, ahol a játékos 5 másodperces időbüntetést kap, ha nekimegy a többi autónak vagy az akadályoknak, függetlenül attól, hogy ki kezdeményezte az érintkezést. Néhány kritikus szerint a B-Spec-mód keveset ad hozzá az összképhez.

### Díjak
- 2003-as E3 Game Critics Awards: legjobb versenyjáték[34]
- IGN: minden idők ötödik legjobb PS2-játéka[46]

### Eladások
2013 márciusáig a Gran Turismo 4-ből világszerte 11,73 millió példányt adtak el, ebből 1,27 milliót Japánban, 3,47 milliót Észak-Amerikában, 6,82 milliót Európában és 180 000-et Ázsiában. A Gran Turismo 4 a második legkelendőbb játék a sorozatban a Gran Turismo előtt, a Gran Turismo 3: A-Spec mögött.

## Fordítás
- Ez a szócikk részben vagy egészben a Gran Turismo 4 című angol Wikipédia-szócikk ezen változatának fordításán alapul.  Az eredeti cikk szerkesztőit annak laptörténete sorolja fel. Ez a jelzés csupán a megfogalmazás eredetét és a szerzői jogokat jelzi, nem szolgál a cikkben szereplő információk forrásmegjelöléseként.